# Astana
Astana (nume anterioare: Akmolinsk, 1832–1961; Țelinograd, 1961–1992; Akmola, 1992–1998; Astana, 1998–2019, Nur-Sultan, 2019–2022) este un oraș și capitala Kazahstanului începând cu 10 decembrie 1997. Populația orașului pe 1 februarie 2013 era 780 880 de oameni.
În 23 martie 2019, capitala Kazahstanului, Astana, a primit numele Nursultan/Nur-Sultan, în onoarea președintelui Nursultan Nazarbaev. În septembrie 2022 s-a revenit la numele anterior.

## Istorie

### Rusia imperială
În 1830, o unitate de cazaci din Omsk a fondat o fortăreață / un avanpost pe malul râului Ișim. Ulterior, a dat naștere orășelului Akmolinsk (rusificare a denumirii kazahe Akmola, numele kazah al sitului). Fondatorul a fost colonelul Feodor Kuzimici Șubin al doilea, participant la bătălia de la Borodino. Pentru meritele sale în dezvoltarea relațiilor ruso-kazahe, Șubin a fost decorat cu ordinul „Sfânta Ana” gr. II. Este locul de adunare al caravanelor care merg din Tașkent și Buhara către Rusia europeană. La începutul secolului al XX-lea, orașul a devenit un important nod feroviar, provocând o creștere economică semnificativă până la Războiul Civil Rus.

### Perioada sovietică
Din 1947 până în 1955, mai multe lagăre Gulag au fost deschise în jurul Akmolinsk, în special cea din Aljir, la aproximativ 20 km distanță. Condamnații, odată eliberați, nu au întotdeauna voie să se întoarcă în regiunea lor de origine și sunt adăugați la populația locală.
După lansarea, de către Nikita Hrușciov, a campaniei pentru pământuri înțelenite, din Kazahstanul de Nord și de Sud (în rusă: целина, transliterat, țelina), Akmolinsk a luat numele de Țelinograd (Целиноград, „Orașul Pământurilor Înțelenite”) în 1961. Acest proiect a avut ca scop transformarea regiunii în coșul de cereale al Imperiului Sovietic. Orașul a cunoscut apoi o perioadă inițială de dezvoltare puternică și a văzut sosirea unui număr de noi locuitori, majoritatea din Rusia. De data aceasta, nu mai este vorba de deportați, ci de voluntari, de activiști comuniști care doresc să participe la construcția țării sau de cetățeni care au venit să-și încerce norocul într-o țară nouă. Mulți germani de pe Volga, deportați sub Stalin, au fost și ei relocați în regiune. La recensământul din 1989, Țelinograd avea 277.365 de locuitori.


### Astana, capitala Kazahstanului
După independența Kazahstanului în 1991, Țelinograd și-a redobândit fostul nume kazah de Akmola, apoi a fost desemnat în 1994 ca viitoare capitală a țării. Transferul capitalei la peste 1.000 km spre nord poate fi explicat din motive geografice, geopolitice și economice. Cu toate acestea, această decizie a președintelui Nazarbayev nu este unanimă.
În anul 1992, orașului i s-a redat denumirea istorică Akmola. Cuvântul „Akmola”, în traducere din limba kazahă, înseamnă „Altarul Alb” (sau „Mormântul Alb”). Acest lucru se explică prin faptul că la 20 km de oraș se află tractul cu același nume, în partea de sus a unui deal de calcar alb, unde este înmormântat veneratul Abîlai hanoi kipceakc Niaz bi.
Vechea capitală, Almatî, este situată într-o zonă seismică la poalele Munților Tian și nu are spațiu de dezvoltare. Este, de asemenea, prea excentric și foarte aproape de granița cu Kârgâzstan, precum și China și republicile din Asia Centrală instabile din punct de vedere politic. Cu toate acestea, clima din Astana este foarte continentală și departe de a fi atractivă: îngheață șase luni pe an.
La granița cu Federația Rusă, nordul Kazahstanului este cea mai rusificată regiune a țării. Populațiile slave erau în mod clar majoritare înainte de dizolvarea Uniunii Sovietice, până la punctul în care naționaliștii ruși, precum au fost precum liderul de extremă dreapta Vladimir Jirinovski sau scriitorul Alexandr Soljenițîn, în discursul său rostit, la întoarcerea din exil, rostit în Duma în 1994.
Noua putere kazahă a vrut probabil să-și afirme suveranitatea asupra acestei părți a țării. Sosirea unei populații mari de directori kazahi a reechilibrat și populația orașului din punct de vedere etnic. În cele din urmă, alegerea orașului Țelinograd, „orașul pământurilor înțelenite” care a simbolizat colonialismul rus și sovietic, nu este rezultatul întâmplării.
Crearea unei noi capitale a fost pretextul unei politici de lucrări majore menite să susțină creșterea economică.
Pe 6 iulie 1994, a fost adoptată de către Sovietul Suprem al Kazahstanului mutarea capitalei de la Almatî la Akmola.
La 10 decembrie 1997 Președintele Kazahstanului, Nursultan Nazarbaev a luat decizia finală de a muta capitala. 
Capitala a fost mutată oficial din Almaty în Akmola la 10 iunie 1998, iar orașul a fost redenumit Astana, în kazahă, „Capitala”. Orașul a cunoscut apoi o creștere spectaculoasă datorită sosirii ministerelor, Parlamentului, marilor companii și a unui anumit număr de ambasade străine. A crescut considerabil și s-a îmbogățit cu un număr foarte mare de clădiri moderne. De asemenea, se confruntă cu mișcări puternice de populație, odată cu plecarea populației de origine germană, fostă numeroasă în regiune, precum și a multor ruși, fosti majoritari, care au optat adesea pentru întoarcerea în țara de origine. Dimpotrivă, mișcarea administrației a dus la sosirea de noi populații, adesea originare din Almat], fosta capitală, sau din sudul țării.
Bogat în petrol și alte resurse minerale, Kazahstanul a investit sume considerabile pentru a-și construi noua capitală. Unii dintre cei mai mari arhitecți ai lumii au fost invitați să-și exprime talentul pe malul stâng al râului Esil, care desparte noul oraș administrativ de cartierele mai vechi situate pe malul drept și de arhitectura esențial sovietică.
Kazahstanul a sărbătorit marți, 6 iulie 2010, cea de-a 70-a naștere a „Șefului națiunii”, președintele Nazarbayev. O sărbătoare publică care comemorează și cea de-a 12-a aniversare a Astanei și când a fost inaugurat Khan Shatyr cu această ocazie. În vara anului 2010, Piața Turnului Baiterek a găzduit cea mai mare „Expoziție de artă în aer liber” organizată vreodată în Kazahstan. Peste 2,2 milioane de vizitatori au putut admira expoziția internațională United Buddy Bears.
Controversata decizie de a redenumi orașul după fostul președinte, simbol al cultului personalității, a fost urmată de apariția unei mișcări de protest care urmărea totodată să ceară alegeri libere. Manifestanții au fost reprimați rapid, cu numeroase arestări și condamnări.
Dorind să rupă cu un anumit cult al personalității predecesorului său, președintele Kassym-Jomart Tokayev a anunțat că orașul va reveni la numele său anterior, Astana, la 17 septembrie 2022. Parlamentul țării a votat în favoarea schimbării numelui la 16 septembrie 2022. Schimbarea numelui intră în vigoare la momentul ratificării.

## Geografie
Astana este localizată în centrul Kazahstanului pe râul Ișim, într-o regiune de stepă, semiaridă, pe un teren foarte plat, care acoperă cea mai mare parte a teritoriului țării. Altitudinea orașului Astana este de 347 m deasupra nivelului mării. Astana este într-un peisaj de stepă spațioasă, în zona de tranziție între partea de nord a Kazahstanului și Centrul Național extrem de slab stabilit, din cauza râului Ișim. Cartierele vechi se află la nord de râu, în timp ce cartierele noi sunt situate la sud de Ișim.

### Climă
Astana este a doua capitală din lume după Ulaanbaatar, Mongolia, în care sunt cele mai reci temperaturi. Această poziție a fost anterior deținută de capitala Canadei, Ottawa, până când Astana a obținut statutul de capitală în 1998. Are un climat continental extrem, cu veri calde (care ocazional oferă averse de ploaie de scurtă durată) și lungi și cu ierni foarte reci și uscate. Vara temperaturile ajung, ocazional, la 35 °C, în timp ce temperaturile între -30 °C și -35 °C nu sunt neobișnuite între mijlocul lunii decembrie și începutul lunii martie. Orașul deține, de asemenea, recordul pentru cea mai mică temperatură a aerului înregistrată vreodată în Kazahstan (-51 °C). De obicei, râul orașului îngheață între a doua săptămână a lunii noiembrie și începutul lunii aprilie. Nursultan are o reputație bine meritată printre locuitorii Kazahstanului pentru vânturile sale frecvent mari, ale căror efecte sunt resimțite puternic în special în zona în plină dezvoltare, dar sunt relativ expuse pe malul stâng al orașului.
În general, Astana are un climat continental umed (după clasificarea climatică a lui Köppen Dfb), la periferie cu o climă semi-aridă (clasificarea climatică a lui Köppen BSk). Temperatura medie anuală în Nursultan este de 3,5 °C. Cea mai rece lună este ianuarie, cu o temperatură medie de −14,2 °C, în timp ce cea mai caldă este iulie, care are o temperatură medie de 20,8 °C.
| Date climatice pentru Nursultan                                  | Date climatice pentru Nursultan | Date climatice pentru Nursultan | Date climatice pentru Nursultan | Date climatice pentru Nursultan | Date climatice pentru Nursultan | Date climatice pentru Nursultan | Date climatice pentru Nursultan | Date climatice pentru Nursultan | Date climatice pentru Nursultan | Date climatice pentru Nursultan | Date climatice pentru Nursultan | Date climatice pentru Nursultan | Date climatice pentru Nursultan |
| Luna                                                             | Ian                             | Feb                             | Mar                             | Apr                             | Mai                             | Iun                             | Iul                             | Aug                             | Sep                             | Oct                             | Nov                             | Dec                             | Anual                           |
| ---------------------------------------------------------------- | ------------------------------- | ------------------------------- | ------------------------------- | ------------------------------- | ------------------------------- | ------------------------------- | ------------------------------- | ------------------------------- | ------------------------------- | ------------------------------- | ------------------------------- | ------------------------------- | ------------------------------- |
| Maxima medie °C (°F)                                             | −9.9 (14,2)                     | −9.2 (15,4)                     | −2.5 (27,5)                     | 10.9 (51,6)                     | 20.2 (68,4)                     | 25.8 (78,4)                     | 26.8 (80,2)                     | 25.2 (77,4)                     | 18.8 (65,8)                     | 10.0 (50)                       | −1.4 (29,5)                     | −8 (17,6)                       | 8,9 (48)                        |
| Media zilnică °C (°F)                                            | −14.2 (6,4)                     | −14.1 (6,6)                     | −7.1 (19,2)                     | 5.2 (41,4)                      | 13.9 (57)                       | 19.5 (67,1)                     | 20.8 (69,4)                     | 18.8 (65,8)                     | 12.3 (54,1)                     | 4.6 (40,3)                      | −5.4 (22,3)                     | −12.1 (10,2)                    | 3,5 (38,3)                      |
| Minima medie °C (°F)                                             | −18.3 (−0.9)                    | −18.5 (−1.3)                    | −11.5 (11,3)                    | 0.2 (32,4)                      | 7.9 (46,2)                      | 13.2 (55,8)                     | 15.0 (59)                       | 12.8 (55)                       | 6.6 (43,9)                      | 0.2 (32,4)                      | −8.9 (16)                       | −16.1 (3)                       | −1,5 (29,3)                     |
| Minima istorică °C (°F)                                          | −51.6 (−60.9)                   | −48.9 (−56.0)                   | −38 (−36.4)                     | −27.7 (−17.9)                   | −10.8 (12,6)                    | −1.5 (29,3)                     | 2.3 (36,1)                      | −2.2 (28)                       | −8.2 (17,2)                     | −25.3 (−13.5)                   | −39.2 (−38.6)                   | −43.5 (−46.3)                   | −51,6 (−60,9)                   |
| Precipitații mm (inches)                                         | 16 (0.63)                       | 15 (0.59)                       | 18 (0.71)                       | 20 (0.79)                       | 35 (1.38)                       | 37 (1.46)                       | 50 (1.97)                       | 29 (1.14)                       | 22 (0.87)                       | 27 (1.06)                       | 27 (1.06)                       | 22 (0.87)                       | 318 (12,52)                     |
| Nr. de zile cu precipitații (≥ 1.0 mm)                           | 5.3                             | 4.3                             | 3.2                             | 4.7                             | 6.3                             | 6.1                             | 6.6                             | 5.6                             | 4.4                             | 7.3                             | 6.0                             | 5.3                             | 65,1                            |
| Ore însorite                                                     | 102.3                           | 146.9                           | 192.2                           | 237.0                           | 300.7                           | 336.0                           | 334.8                           | 294.5                           | 231.0                           | 136.4                           | 99.0                            | 93.0                            | 2.503,8                         |
| Sursa nr. 1: Pogoda.ru.net                                       |                                 |                                 |                                 |                                 |                                 |                                 |                                 |                                 |                                 |                                 |                                 |                                 |                                 |
| Sursa nr. 2: Observatorul Hong Kong (sun and precipitation days) |                                 |                                 |                                 |                                 |                                 |                                 |                                 |                                 |                                 |                                 |                                 |                                 |                                 |

## Populație
Populația orașului pentru 1 februarie 2013 este de 780 880 de oameni. În 2009, migrația în orașul Astana a fost de 31.908 de oameni, care este cea mai mare rată din țară. Cei mai mulți oameni din fluxul celor care au migrat în oraș sunt nou-veniți din alte regiuni ale Kazahstanului. Din 1000 de oameni, 704 sunt nou-veniți, în timp ce 296 - băștinași. Dintre ei, 173 s-au născut în provincia Akmola, 66 în Kazahstanul de Sud, 56 în Karagandî, 56 în Kostanai, 32 în Almatî. Vârsta medie a celor care intră în mariaj este: bărbați - 27,5 ani, femei — 25,3 ani.
| Astana: evoluția demografică între 1989 și 2004 |        |        |        |        |        |        |        |        |
| 1989                                            | 1997   | 1998   | 1999   | 2000   | 2001   | 2002   | 2003   | 2004   |
| 281252                                          | 275100 | 275300 | 326900 | 381000 | 446200 | 493100 | 501998 | 510533 |

| Astana: evoluția demografică între 2005 și 2013 |        |        |        |        |        |        |        |        |
| 2005                                            | 2006   | 2007   | 2008   | 2009   | 2010   | 2011   | 2012   | 2013   |
| 529335                                          | 550438 | 574448 | 602684 | 605254 | 649139 | 697129 | 742918 | 778083 |

Dacă această tendință se va menține în continuare, populația orașului va atinge cota de un milion de locuitori în următorii ani. Chiar dacă va deveni un oraș cu o populație mai mare de un milion de oameni, Astana va ceda oricum locul de frunte fostei capitale Almatî, care are o populație de peste 1,4 milioane de oameni și care crește în continuare (ritmul creșterii e puțin mai mic).

### Structura națională
| Structura națională în 2013 | Structura națională în 2013 | Structura națională în 2013 | Structura națională în 2013 | Structura națională în 2013 |
| --------------------------- | --------------------------- | --------------------------- | --------------------------- | --------------------------- |
|                             |                             |                             |                             |                             |
| kazahi                      | kazahi                      |                             | 72,80%                      | 72,80%                      |
| ruși                        | ruși                        |                             | 17,35%                      | 17,35%                      |
| ucraineni                   | ucraineni                   |                             | 1,81%                       | 1,81%                       |
| alții                       | alții                       |                             | 8,04%                       | 8,04%                       |

| Structura națională în 1989 | Structura națională în 1989 | Structura națională în 1989 | Structura națională în 1989 | Structura națională în 1989 |
| --------------------------- | --------------------------- | --------------------------- | --------------------------- | --------------------------- |
|                             |                             |                             |                             |                             |
| ruși                        | ruși                        |                             | 54,10%                      | 54,10%                      |
| kazahi                      | kazahi                      |                             | 17,71%                      | 17,71%                      |
| ucraineni                   | ucraineni                   |                             | 9,26%                       | 9,26%                       |
| alții                       | alții                       |                             | 18,93%                      | 18,93%                      |

|           | Populație anul 1989 | %        | Populație anul 1999 | %        | Populație anul 2013 | %        |
| --------- | ------------------- | -------- | ------------------- | -------- | ------------------- | -------- |
| Kazahi    | 49798               | 17,71 %  | 133585              | 41,83 %  | 530815              | 72,80 %  |
| Ruși      | 152147              | 54,10 %  | 129480              | 40,55 %  | 128928              | 17,70 %  |
| Ucraineni | 26054               | 9,26 %   | 18070               | 5,66 %   | 13453               | 1,81 %   |
| Tătari    | 9339                | 3,32 %   | 8286                | 2,59 %   | 9937                | 1,26 %   |
| Germani   | 18913               | 6,72 %   | 9591                | 3,00 %   | 7930                | 1,07 %   |
| Belaruși  | 8220                | 2,92 %   | 5761                | 1,80 %   | 3834                | 0,52 %   |
| Coreeni   | 1329                | 0,47 %   | 2028                | 0,64 %   | 4981                | 0,67 %   |
| Uzbeci    | 640                 | 0,23 %   | 429                 | 0,13 %   | 8166                | 1,10 %   |
| Polonezi  | 2762                | 0,98 %   | 2537                | 0,79 %   | 2412                | 0,32 %   |
| Inguși    | 1889                | 0,67 %   | 1822                | 0,57 %   | 2732                | 0,30 %   |
| Azeri     | 997                 | 0,35 %   | 902                 | 0,28 %   | 2978                | 0,40 %   |
| Kirghizi  | 94                  | 0,03 %   | 196                 | 0,06 %   | 1808                | 0,20 %   |
| Ceceni    | 514                 | 0,18 %   | 752                 | 0,24 %   | 1063                | 0,14 %   |
| Bașchiri  | 1187                | 0,42 %   | 870                 | 0,27 %   | 1009                | 0,14 %   |
| Armeni    | 814                 | 0,29 %   | 576                 | 0,18 %   | 790                 | 0,10 %   |
| Moldoveni | 1004                | 0,36 %   | 629                 | 0,20 %   | 700                 | 0,09 %   |
| Uiguri    | 53                  | 0,02 %   | 161                 | 0,05 %   | 881                 | 0,12 %   |
| alții     | 5498                | 1,64 %   | 3649                | 0,83 %   | 8711                | 1,10 %   |
| Total     | 281252              | 100,00 % | 319324              | 100,00 % | 782918              | 100,00 % |

## Sport
Din 30 ianuarie până pe 6 februarie 2011, în Astana și Almatî a avut loc a 7-ea ediție a Jocurilor Asiatice de iarnă, în 2013 a avut loc al 17-lea campionat mondial de box, în 2014 al 81-lea Campionat Mondial de Haltere, iar în 2018, Olimpiada de Șah.

## Note

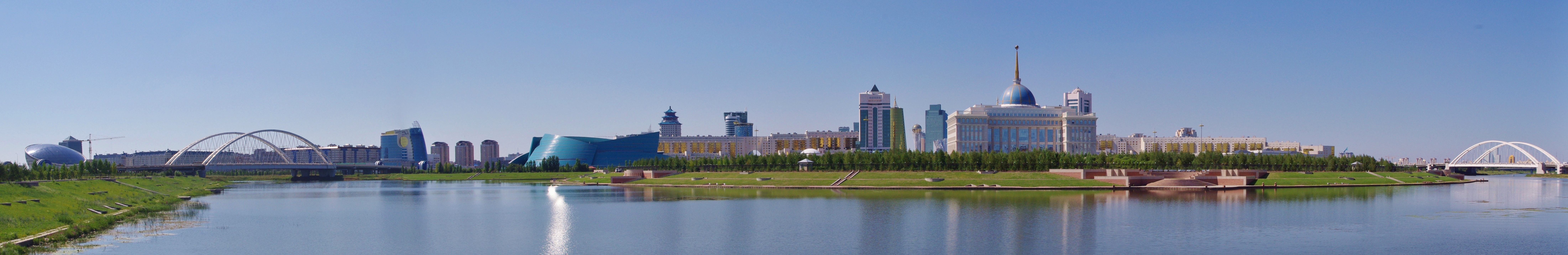
Panorma orașului Astana

### Cluburi sportive
| Club            | Sport            | Fondat | Ligă                                                        | Stadion                         |
| --------------- | ---------------- | ------ | ----------------------------------------------------------- | ------------------------------- |
| Astana          | Fotbal           | 2009   | Premier Liga Kazahstanului de fotbal                        | Astana Arena                    |
| FC Astana-1964  | Fotbal           | 1964   | Prima Ligă de fotbal a Kazahstanului                        | Stadionul Hadjimukan Munaitpaov |
| Baiterek        | Fotbal           | 2012   | Prima Ligă de fotbal a Kazahstanului                        | Astana Arena                    |
| Barys Astana    | Hochei pe gheață | 1999   | Liga Continentală de Hochei, Liga de hochei a Kazahstanului | SK „Kazahstan”                  |
| Astana          | Hochei pe gheață | 2011   | Liga de hochei a Kazahstanului                              | SK „Kazahstan-2”                |
| Pro Team Astana | Ciclism          | 2007   | UCI ProTour                                                 | Sarîarka rusă Сарыарка          |
| Astana          | Baschet          | 2000   | Liga Unită VTB, Liga de baschet a Kazahstanului             | Sarîarka rusă Сарыарка          |

## Orașe înfrățite
| Oraș             | An   | Țară          |
| ---------------- | ---- | ------------- |
| Ankara           | -    | Turcia        |
| İzmir            | -    | Turcia        |
| Moscova          | -    | Rusia         |
| Sankt Petersburg | -    | Rusia         |
| Kazan            | 2004 | Rusia         |
| Pittsburgh       | -    | SUA           |
| Amman            | -    | Iordania      |
| Riga             | -    | Letonia       |
| Tașkent          | -    | Uzbekistan    |
| Gdańsk           | 1996 | Polonia       |
| Varșovia         | 2002 | Polonia       |
| Kiev             | 1998 | Ucraina       |
| Zagreb           | -    | Croația       |
| Seul             | 2004 | Coreea de Sud |
| Dubai            | -    | EAU           |
| Beijing          | -    | China         |
| Manila           | -    | Filipine      |
| Tbilisi          | 2005 | Georgia       |
| Bișkek           | 2011 | Kîrgîzstan    |
| Hanoi            | -    | Vietnam       |
| Nisa             | 2013 | Franța        |
| Oulu             | 2013 | Finlanda      |